# 양양읍
양양읍(襄陽邑)은 대한민국 강원특별자치도 양양군의 북서부에 위치한 읍으로, 양양군의 행정, 교통, 산업의 중심지이다. 그리고 해산물(특히 오징어)의 생산량이 많다. 8 · 15 광복 후 북한에 속해 있다가 1954년에 수복되었으며, 1979년 5월 1일에 양양읍으로 승격되었다.

## 개요
양양읍은 인접지역에 양양국제공항이 위치해 있으며, 향후 동해고속도로와 동서고속도로가 교차하는 지점에 위치하게 되어 영동지역 교통의 중심지로서 도시성장 기반시설이 구비되며, 이러한 기반시설을 바탕으로 관광 제일을 지향하는 군 정책에 발맞추어 관광시설, 관광객 및 고용·정착 인구가 증가하여 지속 성장 가능한 영동지역의 주요 관문이 될 것이다.

## 행정 구역
| 법정리 | 한자명 | 행정리                             | 비고           |
| ------ | ------ | ---------------------------------- | -------------- |
| 감곡리 | 甘谷里 | 감곡리                             |                |
| 거마리 | 車馬里 | 거마리                             |                |
| 구교리 | 舊校里 | 구교1리, 구교2리                   |                |
| 군행리 | 軍餉里 | 군행리                             |                |
| 기리   | 基里   | 기정리                             | 거주 인구 없음 |
| 남문리 | 南門里 | 남문1리, 남문2리, 남문3리, 남문4리 |                |
| 내곡리 | 奈谷里 | 내곡리                             |                |
| 사천리 | 仕川里 | 사천리                             |                |
| 서문리 | 西門里 | 서문1리, 서문2리                   |                |
| 성내리 | 城內里 | 성내리                             |                |
| 송암리 | 松岩里 | 송암리                             |                |
| 연창리 | 連昌里 | 연창리                             |                |
| 월리   | 月里   | 월리                               |                |
| 임천리 | 林泉里 | 임천리                             |                |
| 정손리 | 丁巽里 | 기정리                             | 거주 인구 없음 |
| 조산리 | 造山里 | 조산리                             |                |
| 청곡리 | 靑谷里 | 청곡1리, 청곡2리                   |                |
| 포월리 | 浦月里 | 포월리                             |                |
| 화일리 | 禾日里 | 파일리(화일리)                     |                |

## 아파트
- 양양 서문주공 - 중원건설산업㈜, 고려산업개발㈜ / 2005년 8월 입주

## 참고 자료
- 이 문서에는 다음커뮤니케이션(현 카카오)에서 GFDL 또는 CC-SA 라이선스로 배포한 글로벌 세계대백과사전의 내용을 기초로 작성된 글이 포함되어 있습니다.